# Roy Field
Roy Field (* 19. August 1932; † 23. Mai 2002) war ein britischer Special-Effects-Künstler in der Filmindustrie. Er arbeitete an den ersten sieben James-Bond-Filmen mit, bevor er 1978 zum Superman-Team stieß. Er experimentierte mit Animationen, um Supermans Flug darzustellen, und benutzte auch optische Drucktechniken, um die von seinem Körper abprallenden Kugeln darzustellen. Das Team gewann 1978 den Oscar für die besten visuellen Effekte und den Michael Balcon Award 1978 für den herausragenden britischen Beitrag zum Film. Field erhielt zwei BAFTA-Nominierungen für die visuellen Effekte in Jim Hensons Filmen Der dunkle Kristall (1982) und Die Reise ins Labyrinth (1986).

## Frühere Werke
Als Künstler für visuelle Effekte arbeitete er an sieben aufeinander folgenden James-Bond-Filmen für Eon Productions, beginnend mit dem ersten 007 jagt Dr. No (1962), gefolgt von Liebesgrüße aus Moskau (1963), Goldfinger (1964), Feuerball (1965), Man lebt nur zweimal (1967), Im Geheimdienst Ihrer Majestät (1969) und Diamantenfieber (1971). Später kehrte er für einen achten Film zurück (er verpasste den Film Leben und sterben lassen 1973): Der Mann mit dem goldenen Colt (1974). Field arbeitete auch an Die tollkühnen Männer in ihren fliegenden Kisten (1965), Tschitti Tschitti Bäng Bäng (1968) und Das Omen (1976) mit.

## Superman
Field war Mitglied des Special-Effects-Teams von Superman (1978). Dem Team unter der Leitung von Les Bowie und Derek Meddings gehörten Colin Chilvers, Denys Coop und Zoran Perisic an. Die Größe des Teams spiegelte die Schwierigkeit wider, realistische Flugsequenzen für die Titelfigur darzustellen. In einer Phase versuchte Field, Animationen für diesen Zweck zu verwenden, verwarf sie jedoch, da sie nicht fotorealistisch genug waren. Ein weiterer Beitrag von Field zum Film war die Verwendung optischer Drucktechniken, um Funken auf Supermans Körper zu überlagern und so das Abprallen von Kugeln darzustellen. Die genannten Mitglieder des Spezialeffekte-Teams teilten sich 1978 den Oscar für die besten visuellen Effekte. Bowie starb im Januar 1979, bevor er seinen Oscar entgegennehmen konnte. Field beschrieb ihn als fantastisch erfinderisch mit der Fähigkeit, „mit Schnüren auszukommen, wo andere Leute Seile benutzten“. Das Team teilte sich auch den Michael Balcon Award für den herausragenden britischen Beitrag zum Film bei den British Academy Film Awards 1979.

## Spätere Filme
Field arbeitete auch mit Regisseur Jim Henson bei Der dunkle Kristall (1982) und Die Reise ins Labyrinth (1986) zusammen, die beide BAFTA-Nominierungen für visuelle Effekte erhielten. Im Jahr 2001 wurde er von der British Society of Cinematographers mit dem erstmals vergebenen Charles D. Staffell Award für visuelle Effekte ausgezeichnet. Seine letzte Arbeit war Mutiny (2002), eine Episode der Fernsehserie Hornblower. Er starb am 23. Mai 2002.